# Uwe Schröder (schutter)
Uwe Schröder (Ebstorf, 27 juli 1962) is een Duits voormalig schutter.

## Levensloop
In 1984 nam hij deel aan het onderdeel lopend schijf 50 m op de Olympische Zomerspelen te Los Angeles. Hij werd er vierde in de eindstand.
Hij was gehuwd met Michaela Rink.